# کامانچی شور جنوبی (کالیفرنیا)
کامانچی شور جنوبی (به انگلیسی: South Camanche Shore) یک منطقهٔ مسکونی در ایالات متحده آمریکا است که در شهرستان کالاوراس، کالیفرنیا واقع شده‌است. کامانچی شور جنوبی ۱۳۵ متر بالاتر از سطح دریا واقع شده‌است.